# 戰術戰傷救護
戰術戰傷救護（英語：Tactical Combat Casualty Care，縮寫為TCCC或TC3）前稱為自助夥伴護理（Self Aid Buddy Care），是一套由美國國防衛生局（DHA）發布的戰場創傷生命支持指南，旨在減少可預防的死亡，同時維持作戰任務的成功。 這些指南由戰術戰鬥傷亡護理委員會（CoTCCC）定期更新，隸屬於DHA的戰鬥創傷委員會（DCoT）部門。TCCC起源於1990年代，由CoTCCC依據過往的戰爭衝突中的受傷型態，開發了適合戰鬥的且基於實證的創傷護理流程。最初版的TCCC於1996年發表於《軍事醫學》（Military Medicine）期刊中。

## 目標
戰術戰傷救護的目標有三：
- 治療傷患：提供有效的醫療護理以減少死亡和傷害。
- 避免進一步傷亡：在提供護理時，確保不會對傷患或醫療人員造成進一步的危險。
- 完成任務：在提供醫療護理的同時，確保作戰任務的成功完成。

## 救護階段
在戰術戰傷救護中，傷患的救護分為三個階段，依序為在火力或威脅下的救護、戰術現場救護與戰術後送救護。

### 在火力或威脅下的救護
在火力或威脅下的救護（Care Under Fire/Threat，CUF）是指在仍處於有效火力威脅下，對傷患進行的緊急救護。在這種情況下，第一要務是進行還擊並尋求掩護，同時若傷患仍具備戰鬥能力，應鼓勵其繼續作戰。當敵方火力受到壓制後，傷患可以自行移動或被移動至更為安全的位置。在CUF階段中，唯一進行的醫療處置是控制威脅生命的大量出血。 TCCC建議在初期立即使用止血帶，以控制四肢大範圍的外部出血。其他醫療處置應延後執行，直至傷患能夠被轉移至更安全且有掩護的位置，進入戰術現場護理階段。

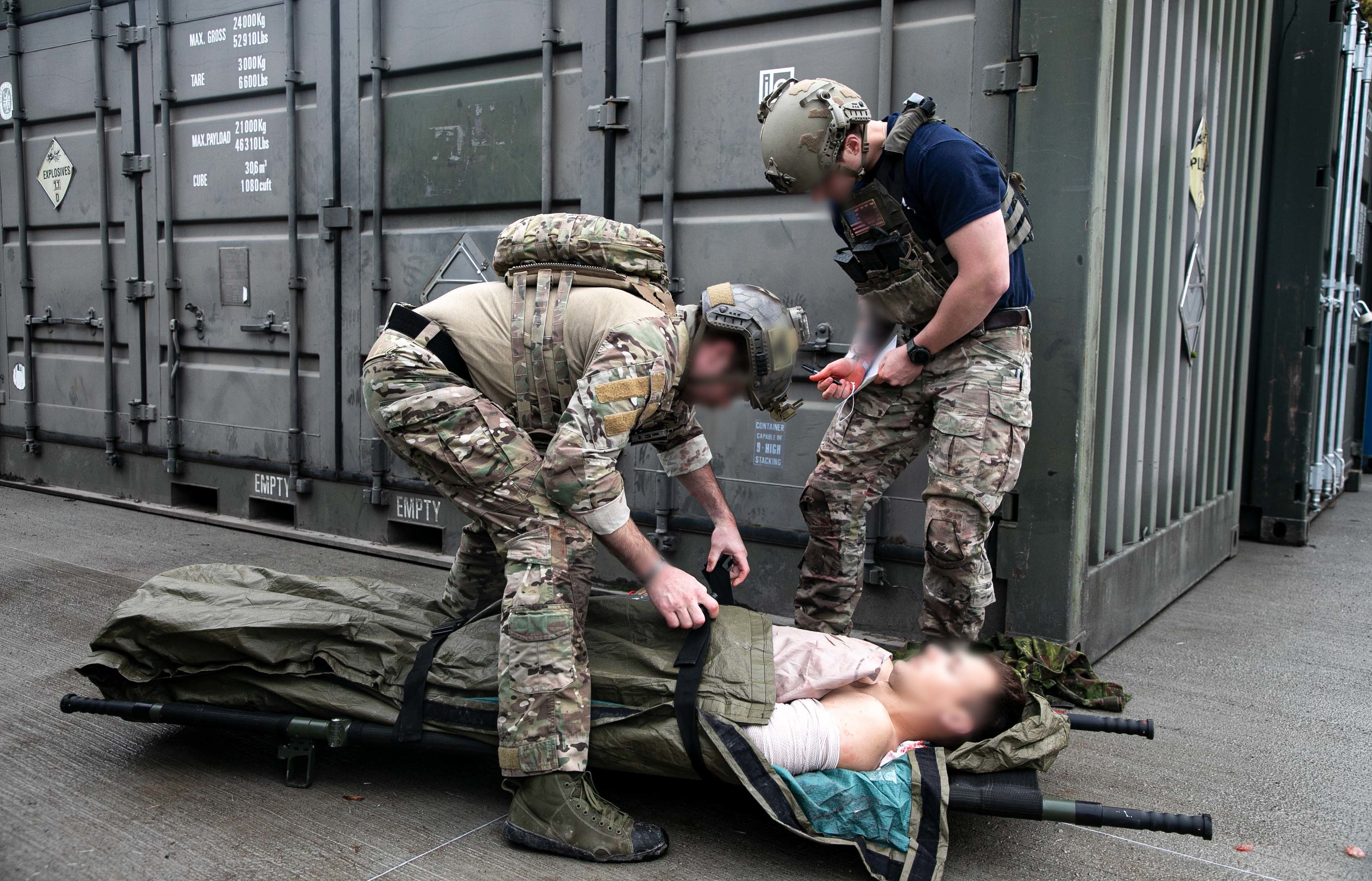
士兵對模擬傷員進行戰術戰傷救護的演練。士兵在有掩護的情況下執行戰術現場救護。

### 戰術現場救護
在戰術現場救護（Tactical Field Care, TFC）階段，醫療照護主要由第一線救援人員的或到院前醫療人員進行。TFC主要根據「MARCH」原則進行評估與管控：
1. 大量出血（Massive hemorrhage）：使用止血帶、止血敷料、關節止血裝置和壓力敷料來控制大量出血。
2. 呼吸道管控（Airway management）：採取快速且積極的呼吸道暢通措施，甚至在必要時實行環甲膜切開術。
3. 呼吸（Respiration/Breathing）：評估是否發生張力性氣胸，並主動使用針刺減壓裝置以緩解壓力和改善呼吸。
4. 血液循環（Circulation）：評估並處理血液循環受損情形，包括建立靜脈通路，如有需要給予氨甲環酸，並進行低血壓復甦以維持血壓。TCCC強調早期使用血液及血液製品優於使用膠體溶液，並且不建議使用晶體溶液如生理食鹽水等。
5. 預防失溫（Hypothermia prevention）：無論作戰環境如何，確保創傷患者保暖是預防失溫的早期關鍵措施。

在TFC階段的持續評估與處置還包括眼部穿刺性外傷處理、創傷性腦損傷或頭部外傷的評估、燒燙傷處置、骨折固定、非致命性創傷的敷料包紮。在疼痛管理部分，TCCC鼓勵在戰場上對中重度疼痛患者進行早期積極的疼痛管理，通常使用氯胺酮和芬太尼。同時，TCCC也鼓勵及早給予口服、靜脈注射或肌肉注射抗生素以預防潛在的感染。TFC致力於重新評估傷害和干預措施、記錄護理過程、與戰術領導者溝通和撤離準備。TFC的最終目的是將傷者穩定後，後送至指定地點並進行撤離。

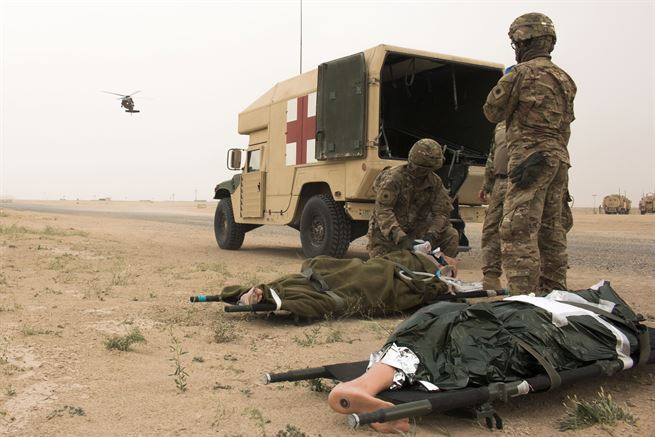
士兵正在為傷者進行戰術後送救護，等待即將抵達的直升機進行進一步的後送與撤離。

### 戰術後送救護
戰術後送救護（Tactical Evacuation Care，TACEVAC）涵蓋了TFC中的所有評估和處置，同時進一步強調在運送至醫療院所的過程中可以啟動的進階治療程序。TACEVAC的特點是後送手段和護理可能使用或不使用專門的醫療運輸平台，例如醫療後送直升機。TACEVAC也可以利用現有的非醫療資源進行傷患後送。

## 有效性與證據
大量醫學文獻證實，戰術戰鬥傷亡護理是應對現代戰場傷患最可行且可靠的方法。多數戰場傷患在外科醫師接手前即死亡。由於大部分到院前的死亡屬於不可存活型態，因此影響這類死亡率的策略應集中在傷害預防。為了改善具潛在可存活性傷害的作戰傷患存活率，必須制定策略來減少大量出血，改善呼吸道管控，或縮短從戰場受傷點到外科干預的時間間隔。
建立一個指揮導向的傷患反應系統，讓所有人員接受戰術戰鬥傷亡護理訓練，已經成功減少了在戰鬥中直接死亡（KIA）、傷後死亡（DOW）和可預防的戰鬥死亡率。這種反應系統的關鍵組成部分強調醫療領導與非醫療領導的合作，同時也為其他組織和領域提供了借鑒範例，目標是透過提升傷患生存率來取得創傷護理的成功。
在伊拉克和阿富汗戰爭期間，醫療技術的提升和TCCC系統的實施，使得死亡率創下歷史新低，成功維持了戰鬥死亡率最低紀錄。這些經驗強調了現代戰場醫療技術和標準化護理程序在減少戰鬥死亡中的核心作用。